# Perodicticus potto
Il potto (Perodicticus potto Müller, 1766) è un primate strepsirrino della famiglia dei Lorisidi, l'unico rappresentante del genere Perodicticus.
Il nome "potto" deriva, probabilmente, dalla parola pata, che significa "scimmia senza coda".

## Sottospecie
Del potto si conoscono tre sottospecie:
- Perodicticus potto potto
- Perodicticus potto edwardsi
- Perodicticus potto ibeanus

## Distribuzione
I potto vivono nelle foreste pluviali comprese fra la Guinea ed il Kenya.

## Descrizione

### Dimensioni
Questi animali misurano 30–40 cm di lunghezza per un peso che raggiunge il chilo e mezzo.

### Aspetto
Il pelo è folto e lanoso, di colore grigio-bruno. A differenza degli altri lorisidi, la coda non è atrofizzata, ma misura fra i 3 ed i 10 cm.
La testa è rotonda, con un muso prominente ed occhio di medie dimensioni. Le orecchie sono nude e reniformi.

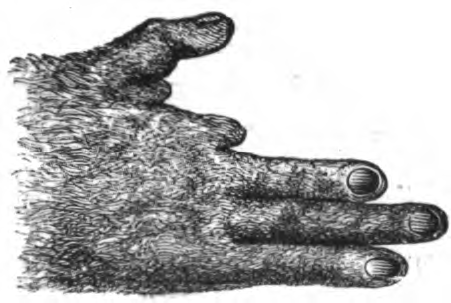

Le mani possiedono indice ridottissimo, che nelle zampe posteriori presenta un'unghia particolarmente conformata per il grooming. I pollici sono opponibili, e grazie all'indice praticamente assente la presa sui rami è estremamente forte.
Le vertebre cervicali di questi animali presentano apofisi molto sviluppate che vengono utilizzate per la difesa.
Sia i maschi che le femmine possiedono ghiandole odorifere perianali: nelle femmine esse hanno estensione tale da essere definite pseudoscroto. Tali ghiandole vengono utilizzate per marcare il territorio e rafforzare i legami intraspecifici: esse emanano un odore simile a quello del curry.

## Comportamento
Si tratta di animali solitari e notturni: si muovono con estrema lentezza fra i rami, avendo cura di avere una presa salda con almeno due zampe prima di muovere un passo.
Se minacciato, il potto nasconde la testa sotto un'ascella, mostrando all'intruso la gobba: se l'aggressore insiste, corre il rischio di venire morso. La saliva dei potto contiene vari agenti infiammatori.
In base a studi in cattività condotti negli anni '60, i potto si sono dimostrati più curiosi rispetto agli altri lorisidi, anche se non ai livelli dei lemuri: mostravano interesse per oggetti sconosciuti (ma solo se questi venivano messi nelle vicinanze del cibo) e sviluppavano comportamenti altruistici di gruppo (passavano a turno del tempo in compagnia di un esemplare malato, conservavano del cibo per un esemplare temporaneamente assente). Non c'è tuttavia alcuna conferma che questi comportamenti avvengano anche in natura.

### Alimentazione
Studi sul contenuto gastrico di questi animali hanno portato alla conclusione che si tratta di animali frugivori, ma che integrano la dieta con una percentuale consistente di linfa ed insetti, non disdegnando all'occasione piccoli vertebrati come lucertole, nidiacei o pipistrelli.

### Riproduzione
L'accoppiamento avviene coi due individui appesi faccia a faccia (caso raro fra gli animali) ad un ramo. La gestazione dura 5 mesi e mezzo, al termine dei quali nasce solitamente un unico cucciolo che si aggrappa inizialmente al ventre materno, per poi spostarsi sulla schiena della madre.
Quando il cucciolo cresce, la madre può anche lasciarlo su un ramo mentre va in cerca di cibo.
Lo svezzamento avviene attorno ai 4-5 mesi d'età, e ad un anno e mezzo il giovane potto è pronto ad allontanarsi in cerca di un proprio territorio. Le femmine spesso cedono parte del proprio territorio alle proprie figlie.
La aspettativa di vita in cattività di questi animali è di circa 26 anni.